# Vickie Henderson
Vickie Henderson (gebürtig Everette Victoria Henderson; * 19. August 1926 in Alabama, Vereinigte Staaten; † 14. August 2015 in Genf, Schweiz) war eine US-amerikanische Tänzerin, Sängerin und Schauspielerin.

## Werdegang
Victoria Henderson wurde in Alabama geboren und wuchs in ärmlichen Verhältnissen in Harlem, New York City, auf. Bereits früh hatte sie Kontakt zur Musik, ihr Vater war Sänger. Um sich ihren Gesangs- und Tanzunterricht zu finanzieren sowie die Familie finanziell zu unterstützen, arbeitete Henderson als Liftgirl im Waldorf-Astoria sowie abends als Tänzerin in einem zweitklassigen Nachtclub. Dort wurde sie eher zufällig auch als Sängerin entdeckt. Erste kleine Engagements im Ballett von Katherine Dunham und im Ziegfeld Theatre folgten. Als Sängerin und Tänzerin in dem Musical Der goldene Regenbogen (Finian’s Rainbow), das 1947 erfolgreich am Broadway startete, kam sie im selben Jahr nach Europa.
Während eines Auftritts 1949 in Genf lernte sie den Schweizer Joseph Loriol kennen und lieben. Sie blieb in Genf, wo beide 1950 heirateten. Loriol wurde zu ihrem Manager. Das Paar hatte einen Sohn, Renato. Weniger Rassenvorurteilen ausgesetzt als dies in den USA der 1940er und 1950er Jahre der Fall war, trat Henderson in verschiedenen Schweizer Nachtclubs auf. Weitere Auftritte der „Schwarzen Perle des Varietés“ folgten schließlich in ganz Westeuropa mit einem eigenen Orchester. Gefördert von ihrem Ehemann trat Henderson ab 1951, meist als exotische Tänzerin, in europäischen Unterhaltungsfilmen auf und veröffentlichte Platten. Die Gage zu dieser Zeit konnte sich mit der einer Josephine Baker durchaus messen und ermöglichte der Sängerin ein komfortables Leben.
1959 hatte Henderson in Deutschland mit dem Musikfilm Freddy, die Gitarre und das Meer Erfolg. Eine Besonderheit wurde ihre einzige deutschsprachige Single-Veröffentlichung Der große Bär hat sieben kleine Sterne: zuerst wurde die B-Seite Ich bin happy mit dir (aus dem Film Freddy, die Gitarre und das Meer) in den Top 10 der Hitliste des Automatenmarktes aufgeführt, dann kurze Zeit später die A-Seite in den Top-30. Somit schaffte sie mit nur einer Single-Veröffentlichung zwei Notierungen in den deutschen Hitlisten.
1950 heiratete sie den Schweizer Joseph Loriol. Mit ihrem Ehemann erwarb sie in Genf das „Cafe Monique“, in dem sie fortan auftrat. Nach dem Tod ihres Sohnes zog sich Henderson aus dem Showgeschäft zurück. Sie starb 2015 in Genf.

## Filmografie
- 1951: Io sono il Capataz
- 1951: Operazione Mitra
- 1953: Einmal kehr’ ich wieder
- 1955: Flottans muntergökar
- 1958: Einmal noch die Heimat seh’n
- 1959: Freddy, die Gitarre und das Meer
- 1963: Die achte Runde